# Recent Songs
Albums de Leonard Cohen
Death of a Ladies' Man
(1977) Various Positions
(1985)
Recent Songs est le sixième album studio du chanteur canadien Leonard Cohen, paru en 1979.

## Historique
Produit par Henry Lewy et Cohen lui-même, l'album est un retour à la musique acoustique folk après l'expérience Phil Spector de Death of a Ladies' Man, avec cette fois des influences jazz et orientales.
On retrouve sur cet album le violoniste Raffi Hakopian, le joueur d'oud arménien John Bilezikjian et même un groupe mariachi mexicain. On peut également entendre Jennifer Warnes, collaboratrice de Cohen de longue date, sur plusieurs morceaux. Les membres du groupe Passenger, que Cohen a rencontrés grâce à Joni Mitchell, jouent sur quatre des chansons ; ils accompagneront aussi Cohen durant sa tournée de l'année 1979. Mitchell présente aussi à Cohen l'ingénieur du son Henry Lewy, qui coproduit Recent Songs. Garth Hudson, du groupe The Band, est aussi présent, ainsi que John Lissauer, claviériste et producteur de Lewis Furey.

## Liste des titres
Toutes les chansons sont écrites et composées par Leonard Cohen, sauf mention contraire.
| No  | Titre                                  | Auteur               | Durée |
| --- | -------------------------------------- | -------------------- | ----- |
| 1.  | The Guests                             |                      |       |
| 2.  | Humbled in Love                        |                      |       |
| 3.  | The Window                             |                      |       |
| 4.  | Came So Far for Beauty                 | Cohen/John Lissauer  |       |
| 5.  | Un Canadien errant (The Lost Canadian) | Antoine Gérin-Lajoie |       |
| 6.  | The Traitor                            |                      |       |
| 7.  | Our Lady of Solitude                   |                      |       |
| 8.  | The Gypsy's Wife                       |                      |       |
| 9.  | The Smokey Life                        |                      |       |
| 10. | Ballad of the Absent Mare              |                      |       |

## Personnel
- Leonard Cohen – Chant, guitare acoustique
- Mitch Watkins, Ricardo Gonzalez, Filipe Perez – Guitare
- Everado Sandoval – Guitarrón
- Abraham Laboriel, Charles Roscoe Beck, John Miller – Basse
- John Bilezikjian – Oud
- John Lissauer – Piano, arrangements
- Garth Hudson – Piano Yamaha, accordéon
- Bill Ginn – Piano électrique
- Randy Waldman – Orgue
- Steve Meador – Batterie
- Paul Ostermayer – Saxophone
- Jose Perez, Pablo Sandoval – Trompette
- Earl Dumler – Hautbois
- Jennifer Warnes, Jim Gilstrap, Julia Tillman Waters, Maxine Willard Waters, Roger St. Kenerly, Stephanie Spruill – Chœurs
- Jeremy Lubbock – Direction et arrangements des cordes et des cuivres
- Luiz Briseño – Direction du groupe mariachi :
- Raffi Hakopian, Agostin Cervantes, Armando Quintero, Luiz Briseño, Miguel Sandoval – Violon
- Edgar Lustgarten – Violoncelle